# Fluminense Esporte Clube
O Fluminense Esporte Clube, também conhecido como Fluminense do Piauí, é um clube de futebol brasileiro com sede na cidade de Teresina, capital do estado do Piauí. Tem sua fundação datada de 31 de janeiro de 1938, ocorrida após uma das várias reuniões de motoristas da cidade. Originalmente Automóvel Esporte Clube, o clube mudou para a denominação atual em 1949.
O Fluminense possui o título do Campeonato Piauiense de 2022 e os títulos da segunda divisão do estadual de 1967 e 2020.

## História
O Fluminense foi fundado no dia 31 de janeiro de 1938, na cidade de Teresina, capital do estado do Piauí. Na ocasião, surgiu como Automóvel Esporte Clube por causa dos motoristas que integraram as reuniões antecedentes a fundação. Em 5 de janeiro de 1949, por sugestão de Belchior da Silva Barros, a equipe mudou de denominação para Fluminense. Foi uma tentativa da diretoria em obter novos torcedores, os simpatizante do Fluminense do Rio de Janeiro, e aproveitando da existência de Botafogo e Flamengo.
O Fluminense conquistou seu primeiro título a nível estadual em 1967, com o título da segunda divisão do Campeonato Piauiense. No entanto, dez anos depois, o clube disputou a primeira divisão estadual pela última vez antes de um longo período afastado de competições profissionais. Apesar disso, manteve as atividades nas categorias de base.[carece de fontes?]
Na década de 2010, o Fluminense continuou não integrando a elite do campeonato estadual e nem sequer participou das quatro edições da Copa Piauí. e nas três edições da segunda divisão realizadas nesse período. O ano de 2019 deveria marcar o retorno da equipe nas competições profissionais. O Fluminense, inclusive, anunciou Aníbal Lemos como treinador para a segunda divisão estadual antes da confirmação da Federação do Piauí sobre a realização da competição. Mais tarde, apresentou uma solicitação de desistência. O contribuinte do GloboEsporte.com, Renan Morais, mencionou a insatisfação da diretoria com o regulamento da competição. Informação que também foi apresentada pelo portal Cidade Verde. A desistência gerou um problema para o clube. Em 2020, o Tribunal de Justiça Desportiva do Piauí julgou o caso e aplicou uma punição de duzentas cestas básicas.
O ano de 2020 marcou a chegada do treinador Gustavo Lott para a equipe teresinense, com a missão de buscar o acesso na segunda divisão piauiense. Na ocasião, o clube teve sucesso em seu objetivo e retornou à primeira divisão estadual, um feito que não acontecia há mais de quatro décadas. Na mesma competição, venceu  o Tiradentes na decisão e conquistou o seu segundo título. Dois anos depois, sagrou-se pela primeira vez campeão do Campeonato Piauiense.

## Torcida
Em outubro de 2019, a torcida organizada do Fluminense foi criada em Teresina. Denominada FluPI, a organização foi integrada por quatrocentos torcedores, incluindo trezentos na capital do estado e cem na cidade de Parnaíba.

## Estádios
O Fluminense costuma mandar seus jogos no estádio Lindolfo Monteiro, local que atende um público superior a quatro mil pessoas. No entanto, em 2020, o estádio serviu como abrigo aos moradores de rua durante a pandemia de COVID-19. Por conseguinte, o Fluminense mandou seus jogos no estádio Governador Alberto Tavares Silva.

## Títulos
- Campeonato Piauiense: 2022.[19]
- Campeonato Piauiense - Segunda Divisão: 1967[1] e 2020.[16][17]